# درونکلاغربی
درونکلاغربی، روستایی از توابع بخش بابل‌کنار شهرستان بابل در استان مازندران ایران است.
از این روستا رودخانه بابلرود عبور می‌کند.
این روستا از چندین بخش از جمله گاوزن محله، مرزناک و… تشکیل شده‌است، همچنین این روستا در مجاورت روستای درونکلاشرقی قرار دارد که به کل این منطقه درونکلا بزرگ می‌گویند.

## جمعیت
این روستا در دهستان بابل‌کنار قرار دارد و بر اساس سرشماری مرکز آمار ایران در سال ۱۳۸۵، جمعیت آن ۱٬۰۵۷ نفر (۲۷۱خانوار) بوده‌است.

## مکان‌های دیدنی
در زیر پل روستا وجود رودخانه بابلرود زیبایی منحصر به فردی به این روستا داده‌است، علاوه بر این چندین سد نیز در این رودخانه ساخته شده و هر ساله افراد زیادی برای اوقات فراغت خود به این مکان می‌آیند
در ارتفاعات روستا نیز درختان سرسبز زیادی وجود دارد که زیبایی خاصی به روستا داده و مرتعی نیز در این روستا وجود دارد

## امکانات تفریحی و ورزشی
این روستا دارای امکانات تفریحی خاصی نبوده ولیکن می‌توان به یک گیم نت و یک قهوه‌خانه اشاره کرد. همچنین امکانات ورزشی این روستا محدود است و علی‌رغم وجود زمین‌های سرسبز و وجود دو زمین ورزشی امکانات مناسبی برای آنها فراهم نشده بطوری که زمین ورزشی روستای گاوزن محله نصف چمن طبیعی و نصف زمین خاکی است و زمین ورزشی درونکلا استانداردهای حداقل را نداشته و بیشتر مانند یک خرابه است
همچنین هرساله مسابقات ورزشی محدودی از جمله مسابقات کشتی لوچو برگزار می‌شود.

## مراسم مذهبی
روستای درونکلاغربی در شهرستان بابل به مراسم تاسوعایی خود مطرح است، این روستا همه ساله در روز تاسوعای حسینی میزبان عزاداران حسینی می‌باشد و روستای همجوار یعنی درونکلاشرقی در روز عاشورای حسینی این میزبانی را بر عهده دارد
در روز تاسوعا هیئت‌های دسته روی از روستاهای مختلف از روستای [[درونکلاشرقی تا درونکلاغربی با پای پیاده می‌آیند و در منزل روستاییان درونکلاغربی ناهار را صرف می‌کنند.
همچنین در روز اربعین نیز هر ساله از شهرستان بابل در طی چند روز افرادی با پای پیاده به سوی درونکلاغربی می‌آیند
همچنین عقاید قدیمی و جالبی در مورد سقاتالار این روستا وجود دارد به طوری که قدیمی‌های روستا می‌گویند این حسینیه همراه یک سیل به این روستا آمده‌است.

## افراد سرشناس
از سرشناس‌ترین افراد درونکلایی می‌توان به نیما عالمیان و نوشاد عالمیان دو ملی پوش پر افتخار تیم ملی پینگ پنگ ایران اشاره کرد.
معروف‌ترین خاندان‌های روستا نیز گاوزن، عالمیان، کیایی و.. هستند